# Sindicalismo de Movimiento Social
Sindicalismo de Movimiento Social (SMS) es una tendencia de teoría y práctica en sindicalismo de comercio contemporáneo. Fuertemente asociado con los movimientos laborales de países en desarrollo, sindicalismo de movimiento social es distinto de muchos otros modelos de sindicalismo de comercio porque se preocupa más de organizar trabajadores alrededor de problemas de trabajo, salarios y
términos y condiciones. Participa en luchas políticas más amplias por los derechos humanos, la justicia social y la democracia. El sindicalismo del movimiento social surgió de las luchas políticas en los países en desarrollo y se teorizó como un modelo de relaciones industriales diferenciadas a fines de los años ochenta y principios de los noventa.
En este modelo, los sindicatos no son distintos de los movimientos sociales y forman parte de un ecosistema más amplio de activismo político que incluye grupos religiosos, organizaciones cívicas y de residentes y grupos de estudiantes. Por lo general, están organizados en organizaciones paraguas democráticas a lo largo de un modelo frente popular. La organización paraguas generalmente tiene un programa o manifiesto al que todos los afiliados se comprometen.
Un buen ejemplo del sindicalismo de los movimientos sociales es el vínculo entre la federación sindical Cosatu y la lucha más amplia contra el apartheid a través del Frente Democrático Unido en Sudáfrica en los años ochenta. Recientemente, Cosatu exitosamente ha hecho campaña con la Campaña de Acción del Tratamiento para acceder a medicación para VIH-SIDA. El sindicalismo del movimiento social es también una característica de las relaciones industriales de Brasil y Filipinas.
SMS es ampliamente considerado un modelo altamente dinámico y exitoso, como lo demuestra el éxito contra el apartheid y el acceso al tratamiento, y por el hecho de que los países que practican este modelo generalmente han revertido la tendencia del declive sindical experimentado en el mundo desarrollado. Por ejemplo, la densidad sindical creció en Sudáfrica en un 130 % entre 1985 y 1995, durante un período de fuerte disminución en muchos países desarrollados.
En el mundo desarrollado, SMS está fuertemente asociada con el modelo de organización de sindicalismo de comercio, y se traslapa con sindicalismo comunitario. SMS intenta integrar a los trabajadores, los sindicatos y el movimiento laboral en coaliciones más amplias para la justicia social y económica. Así, en principio, los sindicatos y otras organizaciones se apoyan mutuamente en lo que se consideran objetivos mutuamente beneficiosos.
El trabajo de salario digno del campus de los sindicatos, que a menudo han trabajado con los capítulos de United Students Against Sweatshops, es un ejemplo del principio en la práctica. De manera similar, los 'Teamsters for Turtles' (como lo tenían sus camisetas) en Seattle señalaron la voluntad de las secciones del movimiento obrero para comprometerse con las preocupaciones ambientales.
Otros ejemplos prominentes incluyen la relación entre Reclamar las Calles y el Liverpool Dockers (Reino Unido) durante su huelga a fines de la década de 1990; y la relación entre la Coalición de Trabajadores de Immokalee y los estudiantes progresistas de los Estados Unidos durante la campaña Boot the Bell. Varias coaliciones laborales-ambientales también se ajustan a este modelo de movimiento social.

## Iniciativas Sindicales
El apoyo de los sindicatos a las causas de la justicia social puede provenir del ámbito de sus respectivos convenios colectivos. Los sindicatos exigen cada vez más que los nuevos convenios colectivos contengan cláusulas destinadas a promover la justicia social. La inclusión del apoyo a la justicia social en un contrato negociado obliga a todas las partes a apoyar estas causas de forma legalmente vinculante.
Esto puede extenderse a financiar la educación de miembros sindicales de base en diversos asuntos de justicia social (es decir, políticas de comercio justo, iniciativas contra la pobreza, campañas antiglobalización y cuestiones de raza, género y derechos humanos, etc.) y apoyo financiero o técnico por causas no sindicales. En términos generales, el sindicalismo de los movimientos sociales aboga por mayores niveles de democracia e igualdad para todas las personas, independientemente de la membresía sindical.

### Negociación colectiva
Durante las negociaciones contractuales o la negociación colectiva, algunos sindicatos están presionando para que se incluyan varias cláusulas de justicia social que se agreguen al acuerdo colectivo. Un ejemplo de esto puede ser la demanda de que un porcentaje de los salarios futuros se transfiera a un fondo que se utilizará para llevar a cabo los asuntos de justicia social a nivel nacional o internacional en nombre de la membresía del sindicato. Otro ejemplo es la tendencia reciente de exigir que una parte de los salarios por hora se aplace a un fondo de licencia de educación pagada (PEL), para permitir que los miembros del sindicato abandonen el lugar de trabajo por un período de tiempo, sin pérdida de pago, para que puedan asistir a seminarios de justicia social y programas educativos. Estas demandas se envían como propuestas al empleador durante las negociaciones colectivas.